# Zgrupowanie „Chrobry II”

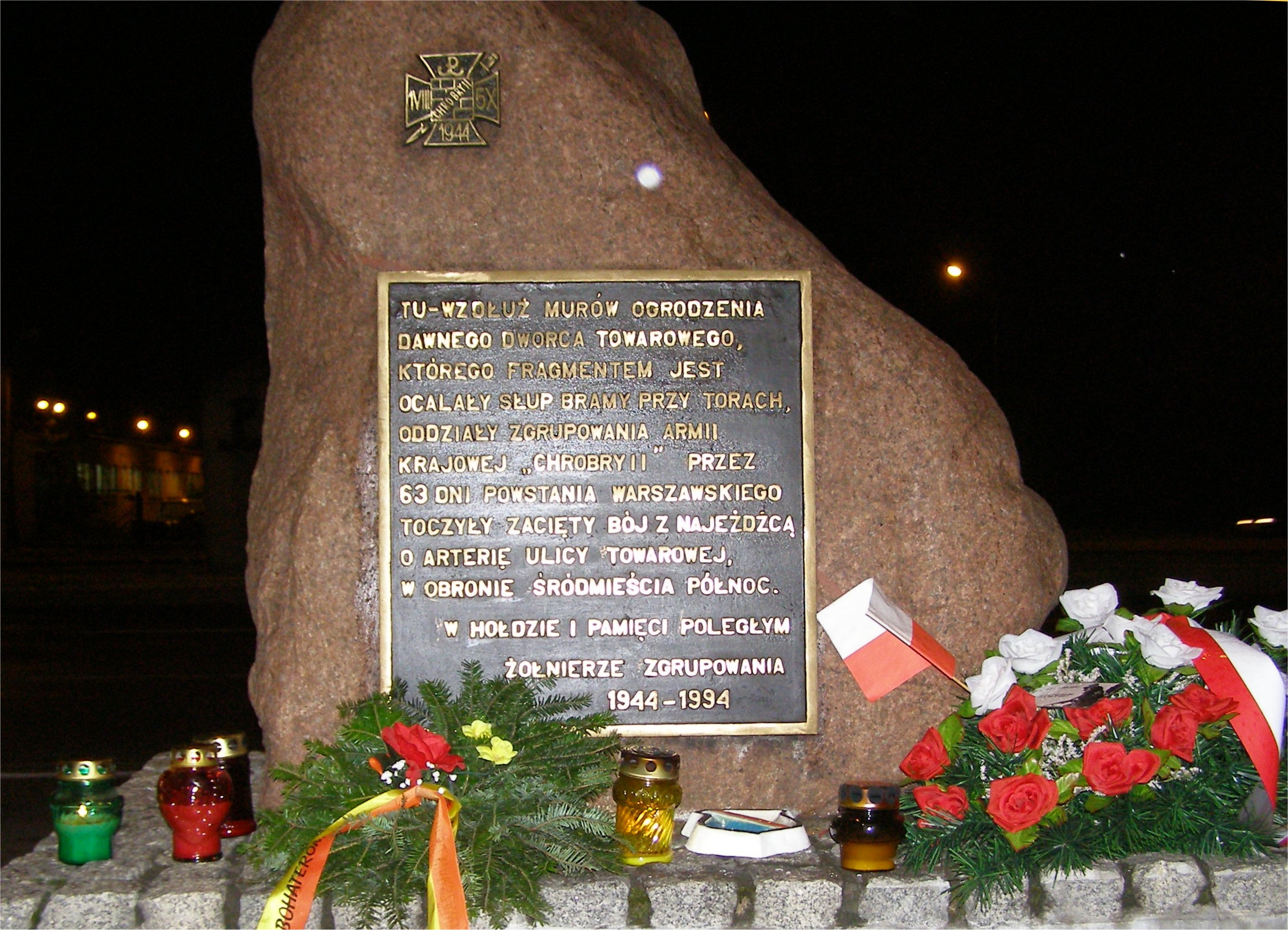
Upamiętnienie przy ul. Towarowej

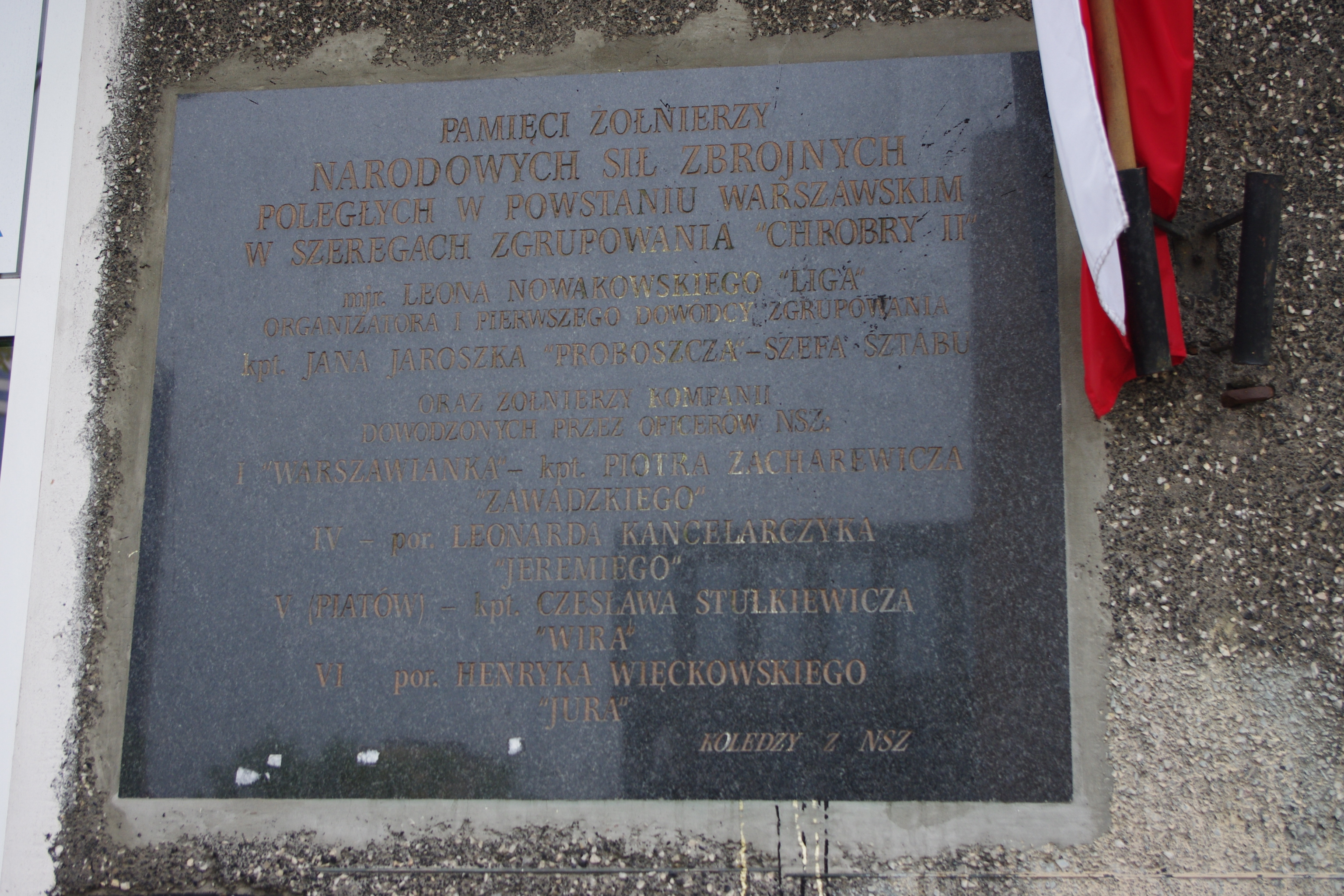
Tablica upamiętniająca żołnierzy NSZ i batalionu „Chrobry II” na budynku przy ul. Twardej 64

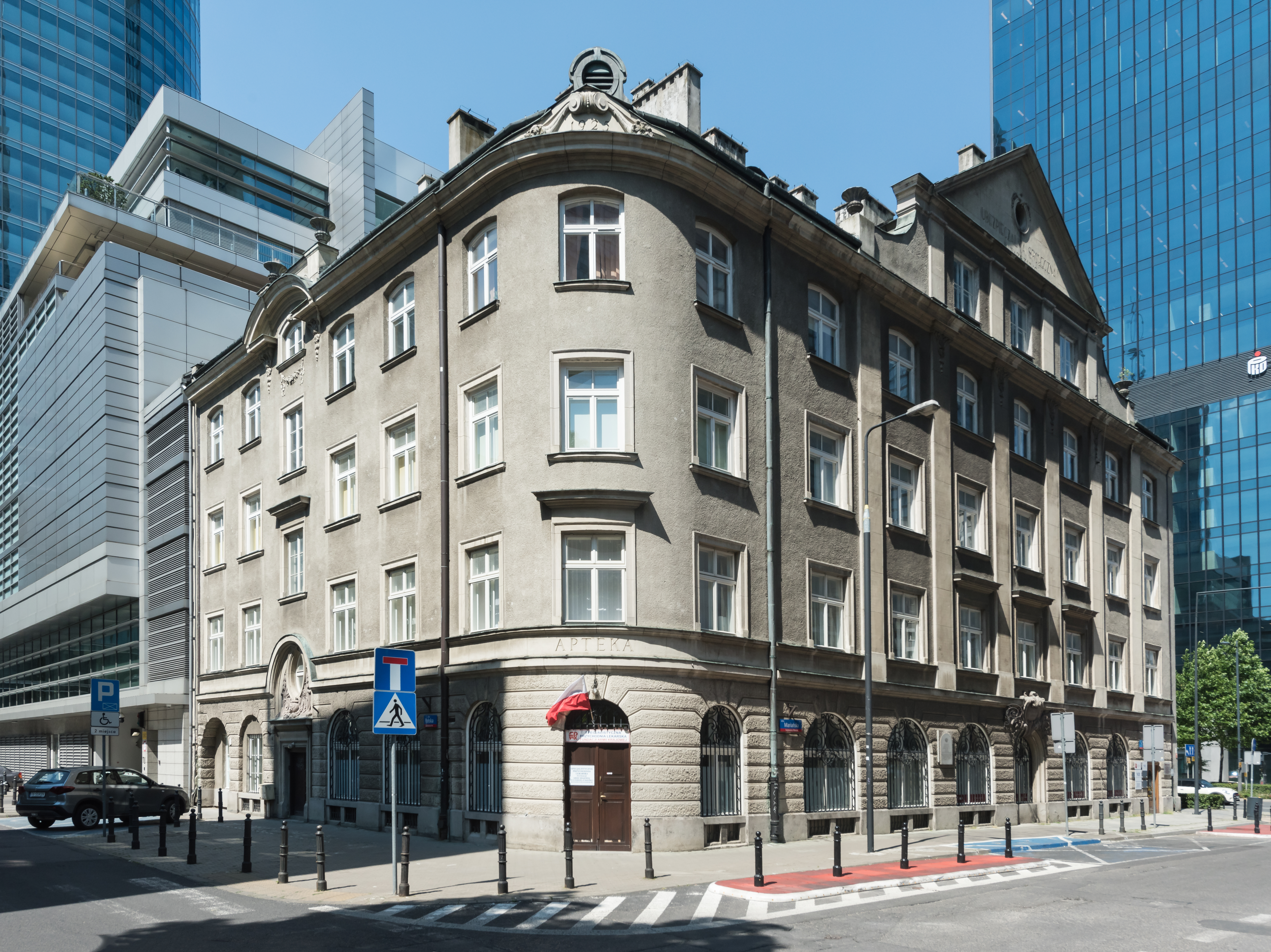
Budynek Kasy Chorych przy ul. Mariańskiej 1, w którym w czasie powstania mieścił się szpital zgrupowania

Zgrupowanie „Chrobry II” lub Grupa „Chrobry II” – zgrupowanie Armii Krajowej utworzone 2/3 sierpnia 1944 w Warszawie przez oficerów Narodowych Sił Zbrojnych na bazie różnych formacji, początkowo jako kilka kompanii i samodzielnych oddziałów, następnie jako dwa bataliony. Jego dowództwo zdominowali ostatecznie członkowie organizacji Miecz i Pług. Zgrupowanie walczyło w zachodniej części Śródmieścia Północnego pomiędzy ul. Towarową od zachodu, Al. Jerozolimskimi od południa, ul. Sosnową od wschodu i ulicami Łucką i Ceglaną od północy. 20 września zgrupowanie weszło w skład 15 Pułku Piechoty „Wilków” AK jako 1 i 2 batalion.

## Historia zgrupowania
Oddziały zgrupowania zostały sformowane z inicjatywy mjr. Leona Nowakowskiego „Lig”, wcześniej dowódcy konspiracyjnego pułku NSZ im. gen. Sikorskiego. Do niezwiązanego poprzednio z AK Nowakowskiego zgłosiły się po wybuchu walk oddziały i pojedynczy żołnierze AK. Z pierwszych 200 ochotników przy ul. Twardej 40 sformowano dwie kompanie:
- kompanię por. Jerzego Olszewskiego „Remigiusza”;
- kompanię por. Kazimierza Biskupskiego „Kazika”.

Oddziały bojowe otrzymały nazwę „Grupa Chrobry”. Do grupy przyłączyły się również pluton baterii artylerii ppor. Zbigniewa Bryma „Zdunina” z 7 pułku piechoty AK „Garłuch”, oddział ppor. Władysława Mizielskiego „Piotra” ze 102 kompanii saperów Okręgu oraz oddział socjalistów „Daniel” (osłona konspiracyjnej drukarni) dowodzony przez por. Wacława Zagórskiego „Lecha”. Zgłosił się również oddział Korpusu Bezpieczeństwa por. Witolda Taulińskiego „Dąbrowy”.
2 sierpnia do Nowakowskiego zgłosili się rtm. Witold Pilecki i por. Jan Redzej, którzy mimo przystąpienia Pileckiego do ściśle tajnej organizacji NIE uczestniczyli już poprzedniego dnia w szturmie fabryki Wacława Czajkowskiego na Woli. Obaj przedstawili się jako zbiegli więźniowie obozu w Auschwitz.
Według relacji Andrzeja Kownackiego Nowakowski utworzył zgrupowanie pod nazwą „Chrobry” w nocy z 2 na 3 sierpnia 1944. Inne źródło wskazuje na pierwszą noc powstania.
3 sierpnia w budynku Kasy Chorych przy ulicy Mariańskiej 1 róg ulicy Pańskiej uruchomiono szpital polowy zgrupowania, zorganizowany przez dra Romana Bornsteina. W związku z rosnącą liczbą rannych liczbę miejsc w szpitalu zwiększono do 60−70, a później do ok. 150. 
Od 4 sierpnia dowództwo pod nieobecność mjr. Nowakowskiego, który przygotowywał obronę przed niemiecką kolumną pancerną, objął mjr Zygmunt Brejnak „Zygmunt”. Organizowanie oddziałów odbywało się bez bezpośredniego nadzoru władz powstańczych i dowództwa konspiracji i szybko okazało się, że w pobliżu walczy utworzony jeszcze w latach okupacji przez mjr. Gustawa Billewicza „Sosnę” batalion o kryptonimie „Chrobry”. Nowe oddziały przyjęły więc 5 sierpnia kryptonim: Grupa Operacyjna „Chrobry II” i zostały podporządkowane organizacyjnie dowódcy I Obwodu Śródmieście – Edwardowi Pfeifferowi. Od 10 sierpnia oddział nosił nazwę Grupa „Chrobry II”.
Od 7 sierpnia zgrupowanie podzielone było na trzy odcinki:
- I Podgrupa Wschód dowodzona przez kpt. Zbigniewa Glinickiego „Sęp” obsadzała ul. Marszałkowską od rogu Al. Jerozolimskich do Królewskiej i ul. Królewską do ul. Granicznej;
- II Podgrupa Północ dowodzona przez por. Wacława Zagórskiego „Lecha” obsadzała ul. Graniczną do ul. Grzybowskiej i ul. Grzybowska do ul. Żelaznej we współdziałaniu z Batalionem im. Sowińskiego kpt. Wacława Stykowskiego „Hala”[7];
- III Podgrupa Zachód, dowodzona przez kpt. Tadeusza Przystojeckiego „Lech”, obsadzająca ul. Żelazną od ul. Grzybowskiej do Al. Jerozolimskich łącznie z Dworcem Pocztowym i Domem Turystycznym.

21 sierpnia na rogu ulic Srebrnej i Towarowej żołnierze zgrupowania zniszczyli kompanię kolaboracyjnego pułku szturmowego RONA, dowodzonego przez Iwana Frołowa.
26 sierpnia po ranieniu mjr. Brejnaka dowodzenie przejął kpt. Andrzej Kownacki, awansowany 18 września do stopnia majora.
Od 5 września zgrupowanie zostało podporządkowane dowództwu odcinka północno-zachodniego, którego dowódcą był ppłk Franciszek Rataj „Paweł”, a zastępcą mjr Stanisław Steczkowski „Zagończyk”.
Żołnierze tego zgrupowania pochodzili z różnych formacji: AK, NSZ (wszystkich odłamów: NSZ-AK, NSZ-ZJ i Armii Podziemnej Ruchu Miecz i Pług), PPS-WRN, a nawet AL. Zgrupowanie walczyło w rejonie Śródmieścia. 3 sierpnia kompania baonu Chrobry II dowodzona przez por. Zbigniewa Bryma zdobyła Dworzec Pocztowy mieszczący się na skrzyżowaniu ulicy Żelaznej i Alei Jerozolimskich; 10 sierpnia opanowała magazyn zboża w browarze Haberbuscha, kontrolowany następnie przez zgrupowanie Stykowskiego.
Najwyższa liczebność Zgrupowania „Chrobry II” wynosiła ponad 3200 osób (w tym ok. 3000 żołnierzy). W walkach powstania poległo 400 z nich. W baonie walczyli m.in. Zbigniew Brym, Tadeusz Siemiątkowski, Mirosław Biernacki, rtm. Witold Pilecki i Calel Perechodnik.

## Skład Zgrupowania „Chrobry II”
- Dowódca Zgrupowania – mjr Leon Nowakowski „Lig”; od 4 sierpnia mjr Zygmunt Brejnak „Zygmunt”[2]; od 26 sierpnia kpt. Andrzej Kownacki „Jerzewski”[9];
- zastępca dowódcy – od 4 sierpnia mjr Leon Nowakowski „Lig”[2]; od 18 sierpnia kpt. Andrzej Kownacki „Jerzewski”[9];
- szef sztabu – kpt. Jan Jaroszek „Proboszcz” (zginął 15 sierpnia)[2]; od 17 sierpnia[2] do 19 sierpnia mjr Leon Nowakowski „Lig”.
- kapelan – Antoni Czajkowski[13]

Od 11 sierpnia w wyniku reorganizacji wyodrębniono dwa bataliony:
- I Batalion „Lecha Żelaznego” – dowódca kpt. Tadeusz Przystojecki „Lech”, „Lech Żelazny”;
  - 1 kompania „Warszawianka” – dowódca kpt. Piotr Zacharewicz „Zawadzki”;
  - 2 kompania – dowódca por. Edward Mańk „Ned”; od 23 sierpnia ppor./por. Mikołaj Kobyliński „Kos”
  - 3 kompania – dowódca por. Zbigniew Brym „Zdunin”.
- II Batalion „Lecha Grzybowskiego” dowódca – por./kpt. Wacław Zagórski „Lech”, „Lech Grzybowski”;
  - 4 kompania – dowódca ppor./por. Aleksander Sałaciński „Aleksander” (na bazie oddziału „Daniel”) Numerację otrzymała 16 sierpnia.
  - 5 kompania – dowódca ppor. Janusz Domański „Janusz” do 31 sierpnia; por. Czesław Stulkiewicz „Wir” (od 12 września);
  - 6 kompania – dowódca ppor. Leonard Kancelarczyk „Jeremi”.

Tworzony był zalążkowy III batalion, którego trzon stanowiła kompania ppor. Leonarda Kancelarczyka „Jeremi”. Nie został on jednak zorganizowany. Od 10 sierpnia organizowano kompanię rezerwową pod dowództwem por. Kazimierza Piotrowskiego „Czarnecki”, oraz zaczątki kompanii wartowniczej, której dowódcą był por. Ryszard Kupczyk „Ryś”. Po 20 sierpnia kompania wartownicza weszła w skład kompanii rezerwowej.